# BK Mattersburg Rocks
| Basketballklub Mattersburg Rocks       | Basketballklub Mattersburg Rocks                                    |
| -------------------------------------- | ------------------------------------------------------------------- |
|                                        |                                                                     |
| Vereinsdaten                           |                                                                     |
| Anschrift:                             | Basketballklub Mattersburg Rocks Schmiedgasse 14 7212 Forchtenstein |
| Website:                               | www.mattersburg-rocks.at                                            |
| Gründungsjahr:                         | 2005                                                                |
| Liga:                                  | 2. Österreichische Basketball Bundesliga                            |
| Präsident:                             | derzeit unbesetzt                                                   |
| Obmann:                                | Corey Hallett                                                       |
| Spielstätte:                           | Sporthalle Mattersburg                                              |
| Dressenfarben:                         | Heimspiele: Weiß Auswärtsspiele: Schwarz                            |
| Gewonnene Titel                        |                                                                     |
| 2. Basketball BL Meister:              | 2012, 2013, 2014                                                    |
| 2. Basketball BL Division Ost Meister: | 2011                                                                |
| Landesliga Burgenland Meister:         | 2009, 2010, 2011, 2012, 2013                                        |

Der Basketballklub Mattersburg Rocks ist ein burgenländischer Basketball-Verein aus Mattersburg, der im Juni 2005 von ehemaligen Spielern des UBC Mattersburg gegründet wurde.
Der Verein spielte in der Saison 2006/07 sowohl in der burgenländischen als auch in der niederösterreichischen Basketball-Landesliga.
In der Saison 2011/2012 konnte mit dem Meistertitel in der 2. Bundesliga der größte Erfolg in der noch jungen Vereinsgeschichte erreicht werden. In der darauffolgenden Saison verteidigten die Rocks ihren Meistertitel in der 2. Bundesliga mit zwei klaren Siegen in der Finalserie gegen die Basket Flames. In der Saison 2013/2014 gelang der "Three-Peat", also der dreimalige Gewinn des Meistertitels in Folge, in der 2. Bundesliga. Erstmals war der Meister der 2. Bundesliga für die Aufstiegsspiele zur Admiral Basketball Bundesliga (ABL) berechtigt. Die Rocks maßen sich dabei mit UBSC Graz und Chin Min Dragons St. Pölten. Nach je zwei Siegen und Niederlagen erreichte der BKM den 2. Platz in der Relegation und verbleibt damit in der 2. Bundesliga. Graz als Erster der Relegation verbleibt in der ABL und St. Pölten steigt in die 2. Bundesliga ab.
In den darauffolgenden Jahren wurde immer das Playoff der 2. österreichischen Basketball Bundesliga erreicht. Die Mattersburg Rocks schieden allerdings immer im Halbfinale aus.
Im Jahr 2018 übernahm ein neuer Vorstand mit Obmann Corey Hallett die Geschäftsführung des Vereins. Sportlich zählte der Verein weiterhin zu den spitzen Teams der 2. Bundesliga. 
Eine Umstrukturierung im österreichischen Basketballverband führte dazu, dass die zwei höchsten Basketballligen (Basketball Superliga BSL und Basketball Zweite Liga B2L) in der Saison 2019/20 neu organisiert wurden. 

## Mannschaften
1. Basketball Zweite Liga
2. Herren (burgenländische Landesliga)
3. Damen (niederösterreichische Landesliga)
4. mU16
5. wU16
6. mU14
7. wU14
8. U12
9. U10
10. Ballspielgruppe/U8 (keine Meisterschaft)

## Trainer
- 2. Bundesliga:   James Williams
- Landesliga:   Vickery Joey
- Nachwuchskoordinator:  Österreich Fabian Poremba

Als Spielertrainer für die Saison 2008/2009 konnte der ehemalige kanadische Nationalteamspieler Joey Vickery verpflichtet werden. Im selben Jahr konnte, erstmals in der noch jungen Vereinsgeschichte, der Titel der burgenländischen Landesliga gewonnen werden.
Neben der Bundesliga-Mannschaft betreute Vickery auch alle Nachwuchsteams des BKM. Nach nur einem Jahr zog es ihn allerdings zurück in seine Heimat.
Nach dem plötzlichen Abgang von Joey Vickery konnte der Basketball Klub Mattersburg Rocks, den ehemaligen Profispieler der ece Kapfenberg Bulls, Mike Coffin, als Spieler und Trainer verpflichten. Der Nachwuchsbereich wurde von Tamas Czegledy übernommen. Der Landesmeistertitel konnte erfolgreich verteidigt werden.
In der Saison 2010/11 gab es große Veränderungen, so kehrte Joey Vickery wieder zurück und Mike Coffin hing seine Basketballschuhe endgültig an den Nagel und konzentrierte sich ab sofort auf das Coaching der 2. BL-Mannschaft.

## Saison 2012/13
Der Kader für die aktuelle Saison blieb weitgehend unverändert. Die Neuzugänge sind Paul Eder, welcher zuvor bei den DC Timberwolves gespielt hatte und der erst 15-jährige Jakob Sauer. Sie ersetzen Thomas König und Jason Forrestal.

### Neuzugänge
| Nr. | Name        | ehemaliger Verein |
| --- | ----------- | ----------------- |
| -   | Eder Paul   | DC Timberwolves   |
| -   | Sauer Jakob | Nachwuchs         |

### Abgänge
| Nr. | Name            | neuer Verein |
| --- | --------------- | ------------ |
| -   | Thomas König    | St. Pölten   |
| -   | Forrestal Jason | ?            |

## Saison 2011/12

### Neuzugänge
| Nr. | Name              | ehemaliger Verein         |
| --- | ----------------- | ------------------------- |
| -   | Thomas Ehrenhofer | BK Mattersburg Rocks (LL) |
| -   | Spencer Rhynes    | BC Vienna                 |
| -   | Thomas König      | Vienna 87                 |

### Abgänge
| Nr. | Name           | neuer Verein     |
| --- | -------------- | ---------------- |
| 16  | Andreas Kollar | (Knieverletzung) |

## Saison 2010/11
Der BK Mattersburg Rocks zog überraschend ins Chevrolet-Cup-Viertelfinale ein. Danach gelang es den Rocks zum ersten Mal in das Finale der Playoffs in der 2. Bundesliga zu kommen, wo der Verein den 1. Platz in der 2. Bundesliga Division Ost, belegte. Beim Final Four in Schwaz (Tirol) konnte die Kampfmannschaft nach der Niederlage gegen die Silverminers Schwaz (57:60) Platz 3 belegen.

## Erfolge
- Cup-Viertelfinale 2011
- Meister in der 2. Bundesliga 2012, 2013, 2014
- Meister in der 2. Bundesliga Division Ost 2011
- 3. Platz beim Final4 in Schwaz (Tirol) 2011
- 19 Siege in Serie in der 2. Bundesliga Division Ost (Saison 2010/11)

## Nachwuchs
Aktuell wird von den BK Mattersburg Rocks ein Nachwuchs-Training in den Altersklassen U10, U12, U14, U16 und U19 angeboten. Außerdem werden zusätzlich zur Meisterschaft auch Trainingsspiele und -turniere für den Nachwuchs koordiniert. Mattersburg stellt damit eine Nachwuchsmannschaft in jeder Alterskategorie. Seit der Saison 2013/2014 gibt es eine Damenmannschaft (Rocks Girls) und eine weibliche U14-Mannschaft, die beide noch nicht an der Meisterschaft teilnehmen. Trainiert wird in der Heimhalle, der Mattersburger Sporthalle, und bei Bedarf im Gymnasium Mattersburg.